# Constantino I de Lacon-Serra
Constantino I de Lacon-Serra (...–1131) fue juez de Arborea.
La duración de su gobierno es incierta, pero fue probablemente en torno al final del siglo XII.
Su mandato estuvo dominado por la guerra entre Génova y Pisa, que duró desde 1119 hasta 1133. Constantino alió a Arborea con la república de Pisa. Su gobierno siguió la Reforma Gregoriana de la Iglesia católica y sus importantes efectos en Cerdeña. Como sus predecesores, Constantino probablemente pagaba un tributo anual al Papa de 1.100 bisantes. Aceptó después la protección del Papa y de Pisa favoreciendo la expansión del monasticismo en la isla. El monasticismo aportó mejoras económicas y tecnológicas, como por ejemplo los monasterios que vinieron a la isla para divulgar los detalles de la nueva Reforma Gregoriana, trayendo también libros y nuevos conocimientos sobre técnicas de construcción y sobre agricultura.
Existe cierto desacuerdo sobre la fundación de Santa María de Bonarcado, pero parece que Constantino dispuso su construcción alrededor del año 1100. La misa bajo la autoridad de la abadía camaldolese de San Zenón a Pisa en lugar del monasterio de San Víctor de Marsiglia, que era la gran potencia monástica del rival juzgado de Cagliari. Según una carta de su nieto Barisono II en 1182, fundó un monasterio dedicado a San Nicoás de Urgen. 
Según el Condaghe de Santa María de Bonarcado, la mujer de Constantino fue Ana de Zori, que le dio dos hijos: Comita II, que le sucedió en 1131, y Orzoco.